# Parc nacional d'Altinemel
El parc nacional d'Altinemel o Altin-Emel (kazakh: Алтынемел, Altinemel; rus: Алтын-Эмель, Altin-Emel) és un parc nacional del Kazakhstan, creat l'any 1996.

## Geografia
El parc cobreix 4600 km² entre el riu Ili i la cadena de muntanya d'Ak-Taou, a prop de l'embassament de Kaptxagai.
Consisteix principalment en deserts (45%) i zones rocoses (30%), prats (10%), boscos (10%) i garriga (5%). El parc és conegut per les seves dunes cantaires.
El parc nacional engloba els contraforts del sud-oest de Jongar Alataui i s'estén cap al sud fins a l'embassament de Kaptxagai. A prop del parc nacional es pot veure el Parc nacional de Xarín i els seves impressionants formacions rocoses.

## Fauna
El parc és la llar de 70 espècies de mamífers, dels quals  la gasela persa (Gazella subgutturoza), l'argalí (Ovis ammon) i l'hemió (Equus hemionus kulan).
La població d'hemions ha baixat a 32 eugues i quatre sementals i els individus de l'espècie han estat reubicats.
El 2003, es va introduir vuit cavalls de Przewalski a la reserva.
La seva població ha disminuït de cinc animals.
El 2008, quatre cavalls van ser portats al santuari. Mentrestant, els animals es reprodueixen amb èxit.
El 2007, es va introduir el cérvol comú en els boscos del riu Ili. Encara que són rars els cérvols, ja vivien a la riba sud de l'embassament de Kaptxagai, la seva dispersió natural del Parc nacional d'Altinemel era impossible.
El parc nacional es considera que està ben protegit, ja que la caça furtiva i la tala il·legal són relativament escasses.

## Galeria

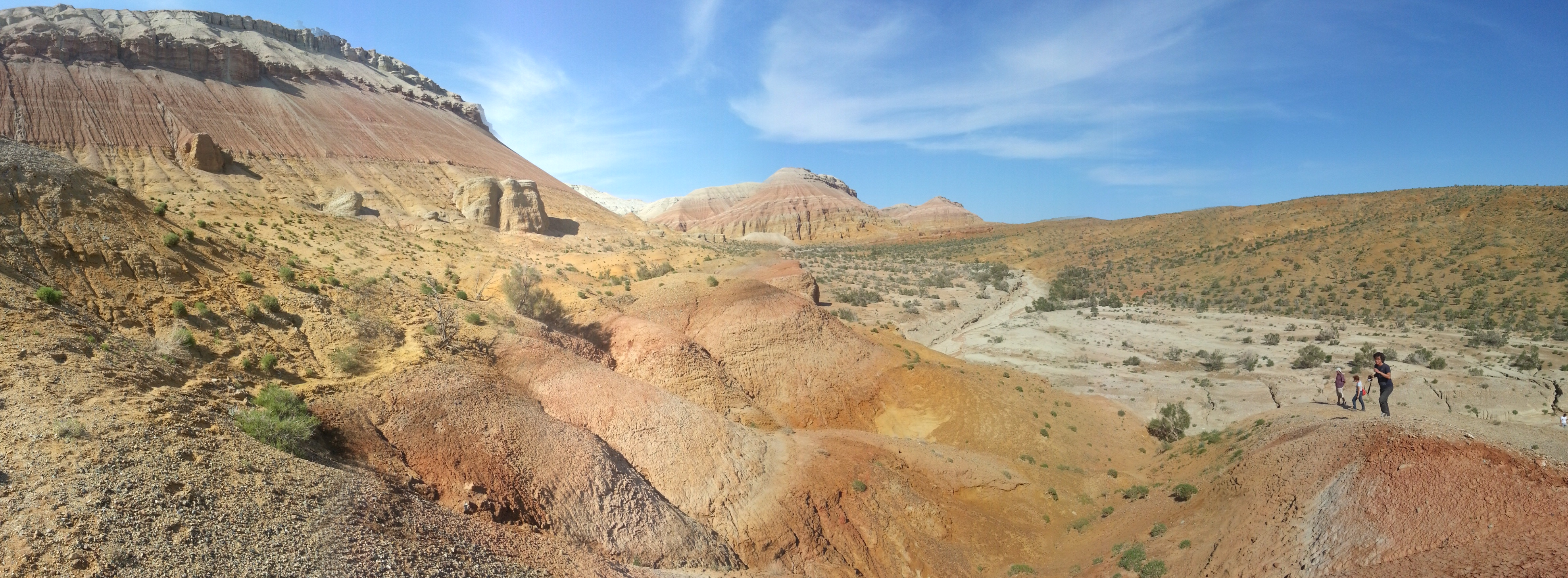
Aktau
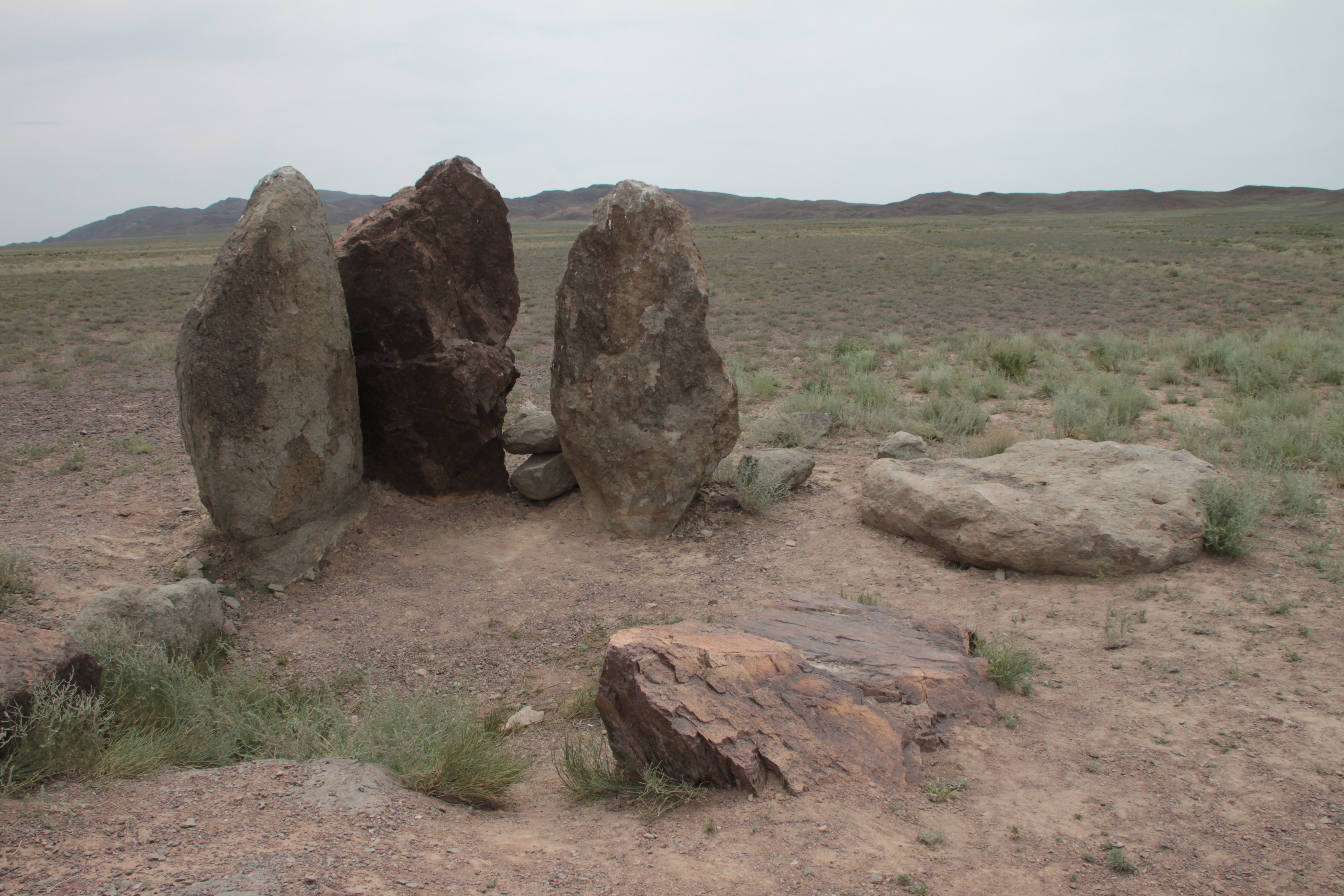
Menhir